# Camilla Mancini
Camilla Mancini (Roma, 10 giugno 1994) è una schermitrice italiana, specializzata nel fioretto.
Inizia la sua carriera ad Anzio, dove il suo primo maestro è Dariusz Wódke. Successivamente si trasferisce al Frascati Scherma.
Viene ammessa nei Gruppi Sportivi Fiamme Gialle, pur continuando ad allenarsi ancora a Frascati.

## Palmarès

### Risultati élite
In carriera ha ottenuto i seguenti risultati:
Mondiali
Individuale
A squadre
- Oro nel fioretto a Lipsia 2017
- Argento nel fioretto a Wuxi 2018

Mondiali militari
Individuale
- Argento nel fioretto ad Acireale 2017

A squadre
- Oro nel fioretto ad Acireale 2017

Europei
Individuale
A squadre
- Oro nel fioretto a Tbilisi 2017
- Oro nel fioretto a Novi Sad 2018

Universiadi
Individuale
- Bronzo nel fioretto a Napoli 2019

A squadre
- Oro nel fioretto a Gwangju 2015
- Oro nel fioretto a Napoli 2019

Campionati italiani
Individuale
- Oro nel fioretto a Courmayeur 2022
- Bronzo nel fioretto a Gorizia 2017
- Bronzo nel fioretto a Cassino 2021
- Bronzo nel fioretto a Palermo 2019
- Bronzo nel fioretto a Cagliari 2024

A squadre
- Oro nel fioretto a Courmayeur 2022
- Oro nella sciabola a Cagliari 2024
- Argento nel fioretto a Bologna 2012
- Argento nel fioretto a Acireale 2014
- Argento nel fioretto a Torino 2015
- Argento nel fioretto a Roma 2016
- Argento nel fioretto a La Spezia 2023
- Argento nel fioretto a Picenza 2025
- Bronzo nel fioretto a Trieste 2013
- Bronzo nel fioretto a Gorizia 2017
- Bronzo nel fioretto a Cassino 2021
- Bronzo nel fioretto a Courmayeur 2022

### Risultati giovani
Giochi olimpici giovanili
Individuale
- Oro nel fioretto a Singapore 2010

A squadre
- Oro nella competizione mista a Singapore 2010[3].

Mondiali giovani
Individuale
- Oro nel fioretto a Parenzo 2013
- Argento nel fioretto a Mosca 2012

A squadre
- Oro nel fioretto a Mosca 2012
- Oro nel fioretto a Parenzo 2013
- Bronzo nel fioretto a Plovdiv 2014

Mondiali cadetti
Individuale
- Oro nel fioretto a Mar Morto 2011
- Argento nel fioretto a Baku 2010

Europei Under-23
Individuale
A squadre
- Bronzo nel fioretto a Tbilisi 2014
- Bronzo nel fioretto a Vicenza 2015

Europei giovani
Individuale
- Oro nel fioretto a Budapest 2013
- Argento nel fioretto a Parenzo 2012
- Bronzo nel fioretto a Gerusalemme 2014

A squadre
- Oro nel fioretto a Parenzo 2012
- Oro nel fioretto a Budapest 2013
- Oro nel fioretto a Gerusalemme 2014

Europei cadetti
Individuale
- Argento nel fioretto ad Atene 2010

A squadre
- Oro nel fioretto ad Atene 2010
- Oro nel fioretto a Klagenfurt 2011